# Соли (місто-держава)

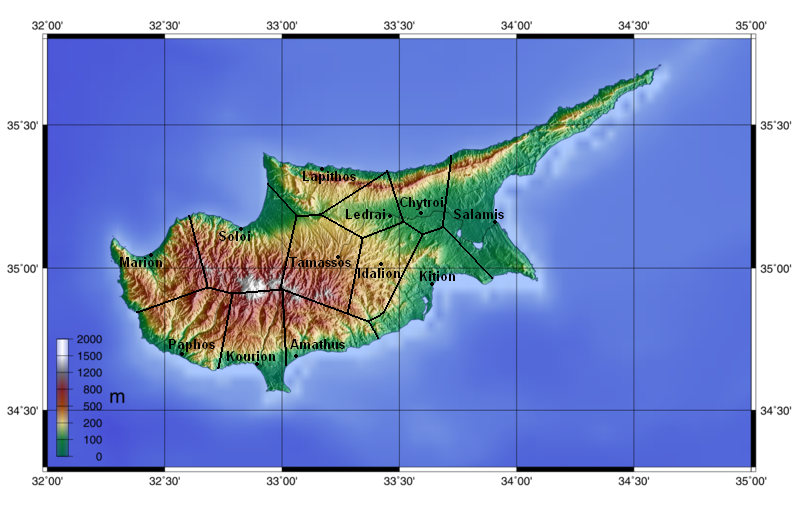
Мапа міст-держав стародавнього Кіпру

35°08′25″ пн. ш. 32°48′45″ сх. д. / 35.14028° пн. ш. 32.81250° сх. д.
Соли (дав.-гр. Σόλοι, лат. Soli) — стародавнє місто давньогрецьке портове місто, яке знаходиться на західній частині північного берега острова Кіпр. Місто згадується в записах на табличках царя Ассирії Асархаддона в 673/2 році до нашої ери, як одно з десяти міст-держав античного Кіпру.

## Історія
Певного твердення про походження міста немає. Плутарх вказував, що це місто було збудовано царем тубільців
в VI столітті королем Філікупрос (Philicupros) на честь афінського законодавця Солона. Згідно легенди: одного разу Егейський цар Філікупрос захотів перенести столицю своєї держави в більш зручне місце. Солон порадив Соли як красиве, що потопає в зелені, повне плодів, місто, та й таке, що має захищену гавань (що свідчить про відвідуванням острова цим грецьким мудрецем). І цар віддячився — назвав місто іменем Солона. Пізніше цар-кіпріотів Σόλοι перейменував місто в Епеа (Epea).
А за іншими джерелами місто було засновано в бронзовому столітті. Найдавніше місто етно-кіпріотів було захоплено ахейцями, які переселили його жителів на нове місце, ближче до гавані.
В 498 оцір до нашої ери жителі Соли, разом зі всіма містами-державами Кіпру, повстали проти Перської імперії, коли почалося Іонічне повстання. Незважаючи на те, що містяни найдовше (5 місяців) упиралися, та Соли було захоплено перською армією і фінікійським флотом і з тих пір почався занепад цього міста-держави.
В епоху раннього християнства місто стало важливим православним центром. В 325 році нашої ери на Нікейському Соборі місто представляли 3 єпископа, а на Сардинійскому Соборі — аж 12 єпископів. За християнською легендою в місті прийняв хрещення св. Ауксібіус від святого Марка і сюди ж він повернувся, переховуючись від римського переслідування і, згодом, став першим єпископом міста.
Про Соли почали знову говорити тільки в часи його завоювання Римом (58 р до нашої ери), завдяки експлуатації мідних копалень, розташованих по всьому місту. Римський імператор Августа мідні копальні були здані в оренду царю Юдеї — Іроду Великому.
Після кривавих єврейсько-грецьких зіткнень на Кіпрі в 115–116 роках євреї були вигнані з міста та копалень.
Великий катаклізм, землетрус в 4 столітті зробив великі руйнування, що аж гавань Соли пішла під воду, копальні в були закриті. З тих часів місто знову почало занепадати і було зруйновано арабами в 7 столітті.

## Споруди міста
Розкопки стародавнього міста почалися в 1920 році шведськими дослідниками. З тих часів було віднайдено багато історичних споруд та артефактів: римський театр, руїни палацу, агори, церква і некрополь. Після розкопок будівлі театру, були виявлені храми Ісіди, Афродіти і Серапіса. Храм Афродіти розташований на пагорбі за театром. Тут були знайдені також численні скульптури (найвідоміша з яких — богині любові), які виставлені в Музеї Кіпру.
- Рання християнська базиліка — прикрашена мозаїкою. Одна з найбільш вражаючих мозаїк базиліки, це зображення лебедя, під яким зроблено напис: «О, Христос, спаси і сохрани тих, хто зробив цю роботу».
- Античний амфітеатр  — збудований в періоду розквіту Соли (друге століття). Кругові лави театру вміщували близько 4000 глядачів. Тут були знайдені значні фрагменти колон з рідкісного кольорового мармуру, прикрашені витонченими візерунками, які дають деяке уявлення про те, яким гарним було місто колись.
- Храм Афродіти — численні залиишки споруди, а серед них мармурова панель зі сценою битви амазонок. Тут же був знайдений і знаменитий мармуровий торс Афродіти, символ Кіпру — острова любові.

## Відомі солійці
- Нікокліс (ικοκλής) — одним з офіцерів Олександра Македонського, призначений кермувати флотилією (в поході на Індію);
- Стасанор (Στασάνωρ) — одним з офіцерів Олександра Македонського, призначений сатрапом Арії (захопленої території в поході на Індію);
- Клеарх із Сол (Κλέαρχος ο Σολεύς) — філософ-перипатетик, учень Арістотеля.